# Ruben La Cruz
Ruben Rodrigo La Cruz (Curaçao, 1954) is beeldend kunstenaar, in 1986 afgestudeerd aan de Koninklijke Academie te Den Haag en is tevens een voormalige Nederlands amateurbokser. Hij trainde in Den Haag bij Harry Houwaard en Jan Oudshoorn (vele malen kampioen van Nederland) en werd als amateurbokser in de klasse halfzwaargewicht tweemaal Nederlands kampioen, in 1979 en 1981. Hij was sparringpartner van Rudi Koopmans. 
"Muziek"
Onder zijn pseudoniem MC Pester was hij begin jaren 90 een van de grondleggers van bubblingmuziek in Nederland. Als rapper en zanger werkte hij samen met DJ Moortje. Tegenwoordig zet hij sporadische nieuwe nummers en videoclips op zijn YouTubekanaal.